# Navman
Navman est une entreprise néo-zélandaise spécialisée dans la construction de récepteurs GPS.

## Histoire
Créée dans un garage à Auckland en 1986 par Peter Maire, son nom d'origine est Talon Technology. Tout d'abord destinée aux produits électroniques sur mesure du domaine maritime, l'entreprise développe des outils de navigation, puis des radars ou encore des détecteurs de poissons.
Au début des années 90, Talon Technology est renommé Navman et s'oriente vers le marché du récepteur GPS.
Depuis quelque temps la société a été rachetée par la société MITAC

## Produits

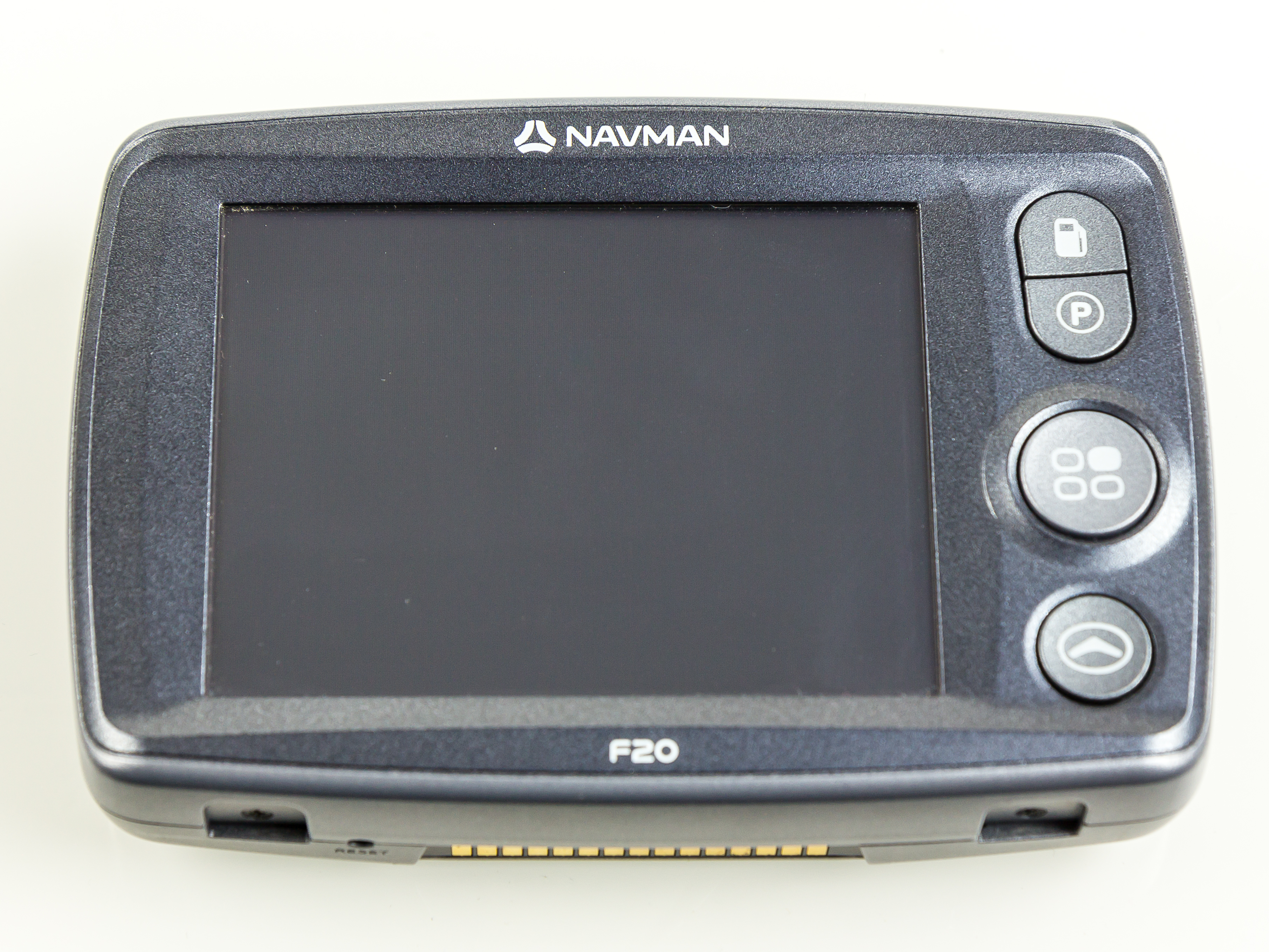
Navman F20

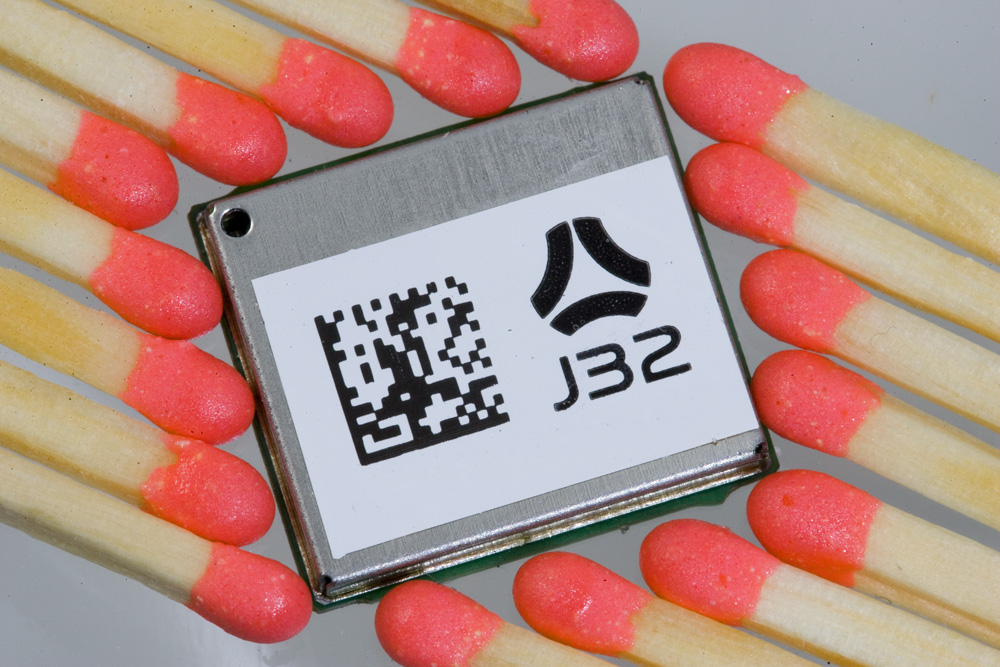
Un module de l'entreprise.

- F20_(GPS) F20
- S30
- S50
- S70
- S90i